# Mont Audouze
Le mont Audouze (ou signal d'Audouze) est un sommet du Massif central, situé sur la commune de Saint-Setiers, dans le département français de la Corrèze.
Atteignant 953 m d'altitude, il s'agit d'un des plus hauts sommets du plateau de Millevaches, situé à 11 km au nord du mont Bessou, son point culminant. Au XIXe siècle, le calcul de son altitude fait l'objet d'erreurs lui attribuant plus de 1 300 m,.
Situé au bord de la route départementale 36 reliant Meymac à Felletin, son sommet est occupé par les installations militaires d'un des principaux centres de transmission radio de l'Armée de terre française. Un chemin permet toutefois de contourner les bâtiments et d'accéder à une table d'orientation depuis laquelle le panorama s'ouvre sur les volcans d'Auvergne.
La Vienne prend sa source sur le flanc sud-ouest du mont Audouze, à environ 1 km de son sommet. Un sentier de découverte permet d'accéder au site naturel.